# マイク・フラテロ
マイケル・ロバート・フラテロ (Michael Robert Fratello, 1947年2月24日 - ) は、アメリカ合衆国のバスケットボールの指導者。ニュージャージー州ハッケンサック出身。アメリカ男子プロバスケットボールリーグNBAでアトランタ・ホークス、クリーブランド・キャバリアーズ、メンフィス・グリズリーズのヘッドコーチを務め、NBA通算で、レギュラーシーズンでは1,215試合を指揮し、667勝548敗、プレイオフは62試合20勝42敗。TNTで解説者を務めている。

## 経歴
1981年、プロのヘッドコーチキャリアをアトランタ・ホークスでスタートした。1986年に最優秀コーチ賞を受賞している。クリーブランド・キャバリアーズ、メンフィス・グリズリーズで、ヘッドコーチを務めた後引退した。